# Kamtjärnen (Degerfors socken, Västerbotten, 717216-167180)
Kamtjärnen är en sjö i Vindelns kommun i Västerbotten och ingår i Umeälvens huvudavrinningsområde.